# Superman & Lois (série de televisão)
Superman & Lois é uma série de televisão de super-heróis estadunidense desenvolvida por Todd Helbing e Greg Berlanti transmitida no canal The CW e, no Brasil, no serviço de streaming HBO Max. A série é baseada no personagem Superman da DC Comics, criado por Jerry Siegel e Joe Shuster, um super-herói disfarçado e um dos últimos kryptonianos sobreviventes. É um spin-off da série Supergirl, do universo ficcional conhecido como Universo Arrow, apesar de se passar em uma Terra diferente. Ela segue o herói e jornalista Clark Kent (interpretado por Tyler Hoechlin), sua esposa, a famosa jornalista Lois Lane (interpretada por Elizabeth Tulloch), e seus dois filhos. 
A primeira temporada foi lançada em 23 de fevereiro de 2021 nos EUA, e em 22 de julho de 2021 no Brasil, com os episódios seguintes entrando no catálogo da HBO Max alguns dias depois da exibição americana. Em 6 de Junho de 2023 estreou no Warner Channel do Brasil. 
A quarta e última temporada se encerrou em 2 de dezembro de 2024 nos EUA, e em 12 de dezembro na Max do Brasil.

## Enredo
Depois de anos enfrentando supervilões megalomaníacos, monstros que causaram estragos em Metropolis e invasores alienígenas com a intenção de acabar com a raça humana, o super-herói mais famoso do mundo, O Homem de Aço, conhecido como Clark Kent e Lois Lane, se defrontam com um de seus maiores desafios de todos os tempos – lidar com todo o estresse, pressões e complexidades decorrentes dos pais que trabalham na sociedade contemporânea. Para complicar, o trabalho assustador de criar dois meninos: Clark e Lois também devem se preocupar se seus filhos Jonathan e Jordan poderiam herdar os poderes kryptonianos à medida que crescem.

## Elenco e personagens

### Principal
- Tyler Hoechlin como Clark Kent / Kal-El / Superman[1] Um super-herói do planeta Krypton que defende a Terra e é o marido de Lois, Dylan Kingwell interpreta um Clark adolescente enquanto Lennix James interpreta um Clark de 4 anos.
  - Hoechlin também retrata uma versão maligna do Superman de outra Terra que trabalha para Morgan Edge em seu mundo.
  - Hoechlin também retrata o General Zod quando no corpo do Superman.
- Elizabeth Tulloch como Lois Lane: Uma jornalista de renome mundial no jornal Metropolis Daily Planet e esposa de Clark.[1]
- Jordan Elsass (1ª e 2ª temporadas) e Michael Bishop (3ª e 4ª temporadas) como Jonathan Kent: Filho de Clark e Lois Lane, modesto e de bom coração.[2] Ele é nomeado em homenagem ao pai adotivo de Clark, Jonathan Kent. Brady Droulis interpreta Jonathan Kent de 7 anos.
- Alexander Garfin como Jordan Kent: Filho de Clark e Lois, introspectivo, com um temperamento inconstante e ansiedade social.[2]
- Dylan Walsh como General Samuel Lane: Pai de Lois e chefe do Departamento de Defesa.[3]
- Emmanuelle Chriqui como Lana Lang: Administradora de empréstimos do Banco de Smallville que restabelece sua amizade com seu velho amigo, Clark Kent, durante um período difícil de sua vida.[4]
- Erik Valdez como Kyle Cushing: Chefe dos bombeiros de Smallville e marido de Lana.[5]
- Inde Navarrette como Sarah Cushing: Filha de Kyle e Lana, uma garota rebelde e esperta que faz amizade com Jonathan e Jordan.[6]
- Wolé Parks como John Henry Irons / O Estranho: Um misterioso visitante decidido a provar que o mundo não precisa mais do Superman.[7]
  - A imagem de Parks também foi usada para retratar John Henry Irons da Terra-Prime, que foi mencionado como morto em combate.
- Adam Rayner como Morgan Edge / Tal-Rho / Erradicador (1ª temporada; recorrente na segunda): "Um magnata inteligente, eloqüente e apaixonado por si mesmo" e CEO da Edge EnerCorp que se interessou por Smallville, levantando a suspeita de Lois. Ele é mais tarde revelado como meio-irmão de Kal-El através de Lara Lor-Van e Zeta-Rho com planos para restaurar a raça kryptoniana. Nos episódios "Through the Valley of Death" e "Failsafe", ele absorve as milhares de forças vitais kryptonianas contidas em um dispositivo especial chamado "Erradicator" e aumenta seus já impressionantes poderes. Jack Rehbein e Ben Cockell interpretam Tal-Rho de 10 anos e Tal-Rho de 19, respectivamente.
- Sofia Hasmik como Christine "Chrissy" Marie Beppo (2ª temporada em diante; recorrente na primeira): Editora-chefe da Gazeta de Smallville.
- Tayler Buck como Natalie Irons (2ª temporada em diante; convidada na primeira): Filha de John Henry, é uma gênia da engenharia mecânica.
- Chad L. Coleman as Bruno Mannheim (3ª temporada), magnata de Metrópolis e líder da Intergangue, usa sua fortuna para investir no seu bairro, a Baía de Hobbs, e para realizar experimentos secretos.
- Michael Cudlitz como Lex Luthor (4ª temporada; convidado na 3ª): Bilionário e criminoso, planeja se vingar de Lois Lane e sua família pelo seu encarceramento.

## Episódios
| Temporada | Temporada | Episódios | Episódios | Originalmente exibido   | Originalmente exibido |
| Temporada | Temporada | Episódios | Episódios | Estreia da temporada    | Final da temporada    |
| --------- | --------- | --------- | --------- | ----------------------- | --------------------- |
|           | 1         | 15        | 15        | 23 de fevereiro de 2021 | 17 de agosto de 2021  |
|           | 2         | 15        | 15        | 11 de janeiro de 2022   | 28 de junho de 2022   |
|           | 3         | 13        | 13        | 14 de março de 2023     | 27 de junho de 2023   |
|           | 4         | 10        | 10        | 7 de outubro de 2024    | 2 de dezembro de 2024 |

### 1ª Temporada (2021)
| N.º geral | N.º na temp. | Título | Dirigido por       | Escrito por                                                                                 | Exibição original       | Audiência (milhões) |
| --------- | ------------ | --- | ------------------ | ------------------------------------------------------------------------------------------- | ----------------------- | ------------------- |
| 1         | 1            | "Pilot" "(Piloto)" (BR)                                                                                           | Lee Toland Krieger | História por : Greg Berlanti & Todd Helbing Roteiro por : Todd Helbing                      | 23 de fevereiro de 2021 | 1.75                |
| 2         | 2            | "Heritage" "(Herança)" (BR)                                                                                       | Lee Toland Krieger | Todd Helbing                                                                                | 2 de março de 2021      | 1.24                |
| 3         | 3            | "The Perks of Not Being a Wallflower" "(As Vantagens de Não Ser Invisível)" (BR)                                  | Gregory Smith      | Brent Fletcher                                                                              | 9 de março de 2021      | 1.25                |
| 4         | 4            | "Haywire" "(Confuso)" (BR)                                                                                        | James Bamford      | Michael Narducci                                                                            | 16 de março de 2021     | 1.21                |
| 5         | 5            | "The Best of Smallville" "(O Melhor de Smallville)" (BR)                                                          | Rachel Talalay     | História por : Brent Fletcher e Nadria Tucker Roteiro por : Todd Helbing                    | 23 de março de 2021     | 1.24                |
| 6         | 6            | "Broken Trust" "(Confiança Quebrada)" (BR)                                                                        | Sudz Sutherland    | Katie Aldrin                                                                                | 18 de maio de 2021      | 0.72                |
| 7         | 7            | "Man of Steel" "(Homem de Aço)" (BR)                                                                              | David Ramsey       | Jai Jamison                                                                                 | 25 de maio de 2021      | 0.80                |
| 8         | 8            | "Holding the Wrench" "(Segurando a Chave Inglesa)" (BR)                                                           | Norma Bailey       | Kristi Korzec                                                                               | 1 de junho de 2021      | 0.90                |
| 9         | 9            | "Loyal Subjekts" "(Agentes Leais)" (BR)                                                                           | Eric Dean Seaton   | Andrew N. Wong                                                                              | 8 de junho de 2021      | 0.92                |
| 10        | 10           | "O Mother, Where Art Thou?" "(Oh Mãe, Onde Estás Tu?)" (BR)                                                       | Harry Jierjian     | Adam Mallinger                                                                              | 15 de junho de 2021     | 0.96                |
| 11        | 11           | "A Brief Reminiscence In-Between Cataclysmic Events" "(Uma Breve Reminiscência Entre Eventos Catastróficos)" (BR) | Gregory Smith      | Brent Fletcher                                                                              | 22 de junho de 2021     | 0.85                |
| 12        | 12           | "Through the Valley of Death" "(Pelo Vale da Morte)" (BR)                                                         | Alexandra La Roche | Katie Aldrin e Michael Narducci                                                             | 13 de julho de 2021     | 0.87                |
| 13        | 13           | "Fail Safe" "(Plano B)" (BR)                                                                                      | Ian Samoil         | Jai Jamison e Kristi Korzec                                                                 | 20 de julho de 2021     | 0.84                |
| 14        | 14           | "The Eradicator" "(O Erradicador)" (BR)                                                                           | Alexandra La Roche | Max Cunningham e Brent Fletcher                                                             | 10 de agosto de 2021    | 0.73                |
| 15        | 15           | "Last Sons of Krypton" "(Últimos Filhos de Krypton)" (BR)                                                         | Tom Cavanagh       | História por : Kristi Korzec e Michael Narducci Roteiro por : Brent Fletcher e Todd Helbing | 17 de agosto de 2021    | 0.67                |

### 2ª Temporada (2022)
| N.º geral | N.º na temp. | Título                                                                        | Dirigido por         | Escrito por                        | Exibição original       | Audiência (milhões) |
| --------- | ------------ | ----------------------------------------------------------------------------- | -------------------- | ---------------------------------- | ----------------------- | ------------------- |
| 16        | 1            | "What Lies Beneath" "(O Que Está Embaixo)" (BR)                               | Gregory Smith        | Brent Fletcher & Todd Helbing      | 11 de janeiro de 2022   | 1.09                |
| 17        | 2            | "The Ties That Bind" "(Os Laços que Atam)" (BR)                               | David Ramsey         | Kristi Korzec & Michael Narducci   | 18 de janeiro de 2022   | 1.10                |
| 18        | 3            | "The Thing in the Mines" "(A Coisa nas Minas)" (BR)                           | Gregory Smith        | Katie Aldrin & Juliana James       | 25 de janeiro de 2022   | 0.90                |
| 19        | 4            | "The Inverse Method" "(O Método Inverso)" (BR)                                | Melissa Hickey       | Jai Jamison & Andrew N. Wong       | 1 de fevereiro de 2022  | 0.78                |
| 20        | 5            | "Girl... You'll Be A Woman, Soon" "(Garota...Você Logo Será Uma Mulher)" (BR) | Diana Valentine      | Rina Mimoun & Adam Mallinger       | 22 de fevereiro de 2022 | 0.79                |
| 21        | 6            | "Tried and True" "(Testado e Confirmado)" (BR)                                | Amy Jo Johnson       | Max Kronick & Patrick Barton Leahy | 1 de março de 2022      | 0.76                |
| 22        | 7            | "Anti-Hero" "(Anti-Herói)" (BR)                                               | Elizabeth Henstridge | Max Cunningham & Michael Narducci  | 8 de março de 2022      | 0.77                |
| 23        | 8            | "Into Oblivion" "(Caindo no Esquecimento)" (BR)                               | Sudz Sutherland      | Juliana James & Kristi Korzec      | 22 de março de 2022     | 0.80                |
| 24        | 9            | "30 Days and 30 Nights" "(30 Dias e 30 Noites)" (BR)                          | Ian Samoil           | Katie Aldrin & Jai Jamison         | 29 de março de 2022     | 0.68                |
| 25        | 10           | "Bizarros in a Bizarro World" "(Bizarros em um Mundo Bizarro)" (BR)           | Louis Shaw Milito    | Brent Fletcher & Todd Helbing      | 26 de abril de 2022     | 0.83                |
| 26        | 11           | "Truth and Consequences" "(Verdade e Consequências)" (BR)                     | David Ramsey         | Andrew N. Wong                     | 3 de maio de 2022       | 0.73                |
| 27        | 12           | "Lies That Bind" "(Mentiras que Atam)" (BR)                                   | David Mahmoudieh     | Rina Mimoun                        | 31 de maio de 2022      | 0.71                |
| 28        | 13           | "All is Lost" "(Tudo está Perdido)" (BR)                                      | Elaine Mongeon       | Kristi Korzec                      | 7 de junho de 2022      | 0.71                |
| 29        | 14           | "Worlds War Bizarre" "(Guerra dos Mundos Bizarra)" (BR)                       | Sheelin Choksey      | Michael Narducci                   | 21 de junho de 2022     | 0.80                |
| 30        | 15           | "Waiting for Superman" "(Esperando pelo Superman)" (BR)                       | Gregory Smith        | Brent Fletcher & Todd Helbing      | 28 de junho de 2022     | 0.82                |

### 3ª Temporada (2023)
| N.º geral | N.º na temp. | Título                                                                          | Dirigido por         | Escrito por                                                                             | Exibição original   | Audiência (milhões) |
| --------- | ------------ | ------------------------------------------------------------------------------- | -------------------- | --------------------------------------------------------------------------------------- | ------------------- | ------------------- |
| 31        | 1            | "Closer" "(Mais Perto)" (BR)                                                    | Tom Cavanagh         | Brent Fletcher & Todd Helbing                                                           | 14 de março de 2023 | 0.75                |
| 32        | 2            | "Uncontrollable Forces" "(Forças Incontroláveis)" (BR)                          | Elizabeth Henstridge | Katie Aldrin                                                                            | 21 de março de 2023 | 0.66                |
| 33        | 3            | "In Cold Blood" "(A Sangue Frio)" (BR)                                          | Gregory Smith        | Jai Jamison                                                                             | 28 de março de 2023 | 0.64                |
| 34        | 4            | "Too Close to Home" "(Muito Pessoal)" (BR)                                      | Stewart Hendler      | Juliana James                                                                           | 4 de abril de 2023  | 0.70                |
| 35        | 5            | "Head On" "(De Frente)" (BR)                                                    | David Ramsey         | Andrew N. Wong                                                                          | 11 de abril de 2023 | 0.65                |
| 36        | 6            | "Of Sound Mind" "(De Mente Sã)" (BR)                                            | Diana Valentine      | George Kitson                                                                           | 25 de abril de 2023 | 0.61                |
| 37        | 7            | "Forever and Always" "(Sempre e Para Sempre)" (BR)                              | Alvaro Ron           | Adam Mallinger                                                                          | 2 de maio de 2023   | 0.66                |
| 38        | 8            | "Guess Who's Coming to Dinner" "(Adivinha Quem Vem Para o Jantar)" (BR)         | Gregory Smith        | Aaron Helbing                                                                           | 9 de maio de 2023   | 0.55                |
| 39        | 9            | "The Dress" "(O Vestido)" (BR)                                                  | Stephen Maier        | Kristi Korzec                                                                           | 23 de maio de 2023  | 0.60                |
| 40        | 10           | "Collision Course" "(Rota de Colisão)" (BR)                                     | Elaine Mongeon       | Max Cunningham & Max Kronick                                                            | 30 de maio de 2023  | 0.66                |
| 41        | 11           | "Complications" "(Complicações)" (BR)                                           | Jai Jamison          | História por : Brent Fletcher & Todd Helbing Roteiro por : Katie Aldrin & George Kitson | 6 de junho de 2023  | 0.66                |
| 42        | 12           | "Injustice" "(Injustiça)" (BR)                                                  | Sudz Sutherland      | Michael Narducci                                                                        | 20 de junho de 2023 | 0.66                |
| 43        | 13           | "What Kills You Only Makes You Stronger" "(O Que Te Mata Só Te Fortalece)" (BR) | Gregory Smith        | Brent Fletcher & Todd Helbing                                                           | 27 de junho de 2023 | 0.73                |

### 4ª Temporada (2024)
| N.º geral | N.º na temp. | Título                                                             | Dirigido por         | Escrito por                                                              | Exibição original      | Audiência (milhões) |
| --------- | ------------ | ------------------------------------------------------------------ | -------------------- | ------------------------------------------------------------------------ | ---------------------- | ------------------- |
| 44        | 1            | "The End & The Beginning" "(O Fim e o Começo)" (BR)                | Gregory Smith        | Brent Fletcher & Todd Helbing                                            | 7 de outubro de 2024   | ASD                 |
| 45        | 2            | "A World Without" "(O Mundo Lá Fora)" (BR)                         | Sudz Sutherland      | Katie Aldrin & Kristi Korzec                                             | 7 de outubro de 2024   | ASD                 |
| 46        | 3            | "Always My Hero" "(Sempre Foi Meu Herói)" (BR)                     | David Giuntoli       | Brent Fletcher & Todd Helbing                                            | 14 de outubro de 2024  | ASD                 |
| 47        | 4            | "A Perfectly Good Wedding" "(Um Casamento Perfeitamente Bom)" (BR) | Gregory Smith        | George Kitson & Max Kronick                                              | 21 de outubro de 2024  | ASD                 |
| 48        | 5            | "Break the Cycle" "(Quebrar o Ciclo)" (BR)                         | Elizabeth Henstridge | Adam Mallinger                                                           | 28 de outubro de 2024  | ASD                 |
| 49        | 6            | "When the Lights Come On" "(Quando as Luzes se Acendem)" (BR)      | Ian Samoil           | História por : Brent Fletcher & Todd Helbing Roteiro por : Kristi Korzec | 4 de novembro de 2024  | ASD                 |
| 50        | 7            | "A Regular Guy" "(Um Cara Comum)" (BR)                             | Gregory Smith        | Katie Aldrin & George Kitson                                             | 11 de novembro de 2024 | ASD                 |
| 51        | 8            | "Sharp Dressed Man" "(Homem Bem Vestido)" (BR)                     | Michael Cudlitz      | Brent Fletcher & Todd Helbing                                            | 18 de novembro de 2024 | ASD                 |
| 52        | 9            | "To Live and Die Again" "(Viver e Morrer De Novo)" (BR)            | Jai Jamison          | Jai Jamison                                                              | 25 de novembro de 2024 | ASD                 |
| 53        | 10           | "It Went By So Fast" "(Passou Muito Rápido)" (BR)                  | Gregory Smith        | Brent Fletcher & Todd Helbing                                            | 2 de dezembro de 2024  | ASD                 |

## Produção

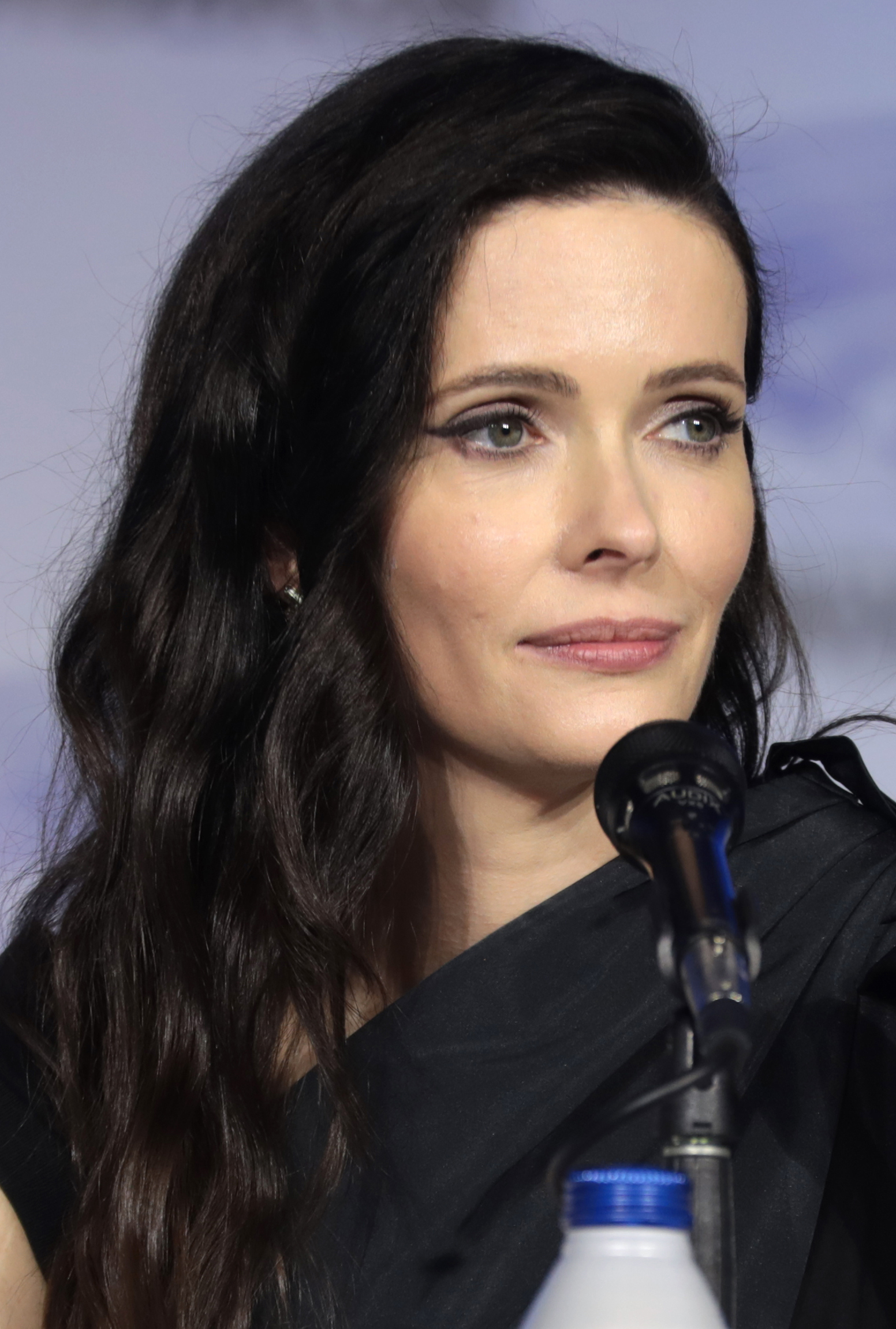
Elizabeth Tulloch. Estrela da série, estreou como “Lois” em 2018.

### Desenvolvimento
Em outubro de 2019, The CW anunciou o desenvolvimento de uma série spin-off de Supergirl, intitulada Superman & Lois, a ser escrita por Todd Helbing, com Greg Berlanti, Sarah Schechter, Geoff Johns e Helbing atuando como produtores executivos. Em janeiro de 2020 a série Superman & Lois foi confirmado para a produção de um episódio piloto. As produtoras envolvidas no desenvolvimento da série incluem a Berlanti Productions, DC Entertainment e Warner Bros. Television. A primeira temporada consistiriam em 13 episódios mas foi estendida para 15.
Com a mudança de gestão na CW em 2022, o canal viria a mudar o foco de sua programação e encerrar (ou mesmo cancelar) várias de suas séries. Após negociações, em 2023 Superman & Lois foi renovada para uma quarta temporada com cortes no orçamento que reduziram o número de episódios, do elenco regular e de roteiristas da temporada, que pouco depois foi anunciada como a última.. A temporada foi ao ar em 2024, encerrando a série.

### Escolha do elenco
Tyler Hoechlin e Elizabeth Tulloch, que foram confirmados com o anúncio inicial da série para repetir seus papéis como Superman e Lois Lane, respectivamente. Hoechlin apareceu pela primeira vez como Superman em 2016, na segunda temporada de Supergirl, enquanto Tulloch estreou como Lois em 2018 no evento crossover  Elsewords do Universo Arrow. Em fevereiro de 2020, Jordan Elsass e Alexander Garfin foram escalados como filhos adolescentes de Lois e Clark, Jonathan Kent e Jordan Kent. Elsass foi escalado como Jonathan, que é puro, modesto e de bom coração, e Garfin como Jordan, que é extremamente inteligente, com um temperamento inconstante e ansiedade social. Em 2 de abril de 2020, Dylan Walsh foi escalado como Samuel Lane, pai de Lois. Ele substitui Glenn Morshower, que anteriormente interpretou o personagem em Supergirl. Em 7 de abril de 2020, Emmanuelle Chriqui foi escalada como Lana Lang, a velha amiga de Clark que se casou e é a administradora de empréstimos do Banco de Smallville. No dia seguinte, Erik Valdez foi escalado como Kyle Cushing, um bombeiro e o marido de Lana. Em 12 de maio de 2020, Wolé Parks foi escalado como O Estranho, um misterioso visitante determinado a mostrar que mundo não precisa mais do Superman. No dia seguinte, Inde Navarrette foi escalado como Sarah Cushing, filha de Kyle e Lana, uma garota selvagem e inteligente que faz amizade com Jonathan e Jordan.

### Filmagens
A produção do piloto estava prevista para começar em 23 de março de 2020, em Vancouver, Colúmbia Britânica, e terminar em 14 de maio de 2021. No entanto, em 13 de março de 2020, os planos de filmar o episódio piloto foram cancelados devido à pandemia de COVID-19 e, em vez disso, esperava-se que a série começasse a produção "mais perto de uma data de início de programa mais tradicional em junho ou julho". No final de julho de 2020, a Warner Bros. Television planejou que as produções finais do episódio piloto reiniciassem em Vancouver no final de agosto. As filmagens da série estão programadas para começar em 13 de outubro de 2020 e terminar em 1 de maio de 2021. A série é filmada em locações em Surrey, Colúmbia Britânica.

## Lançamento
A série teve sua estreia nos Estados Unidos na The CW em 23 de fevereiro de 2021.